# Missy Mazzoli

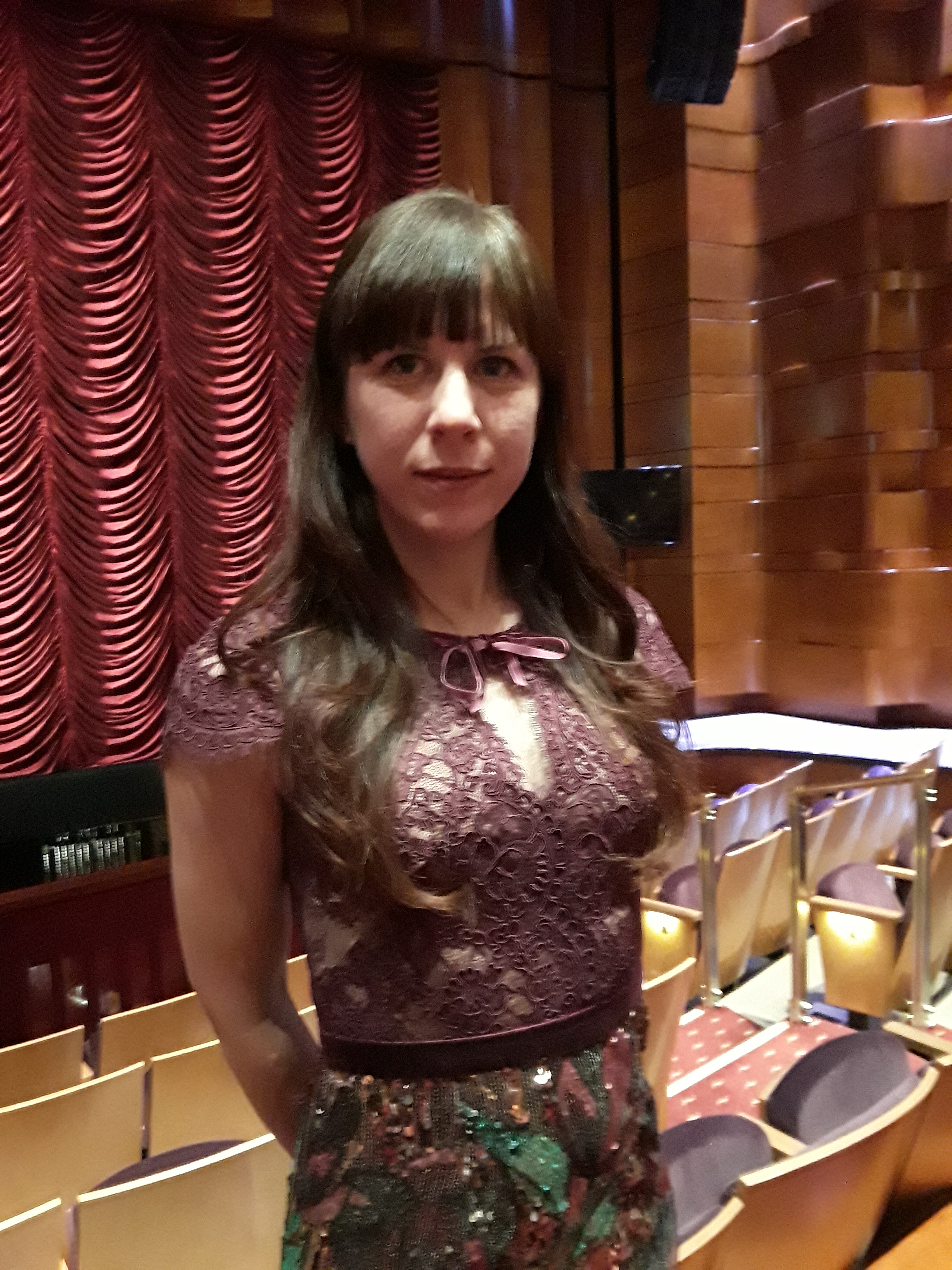
Missy Mazzoli (2018)

Missy Mazzoli (* 27. Oktober 1980 in Lansdale) ist eine amerikanische Komponistin (auch Pianistin), die als Hochschullehrerin u. a. am Mannes College of Music lehrte.

## Leben und Wirken
Mazzoli erwarb einen Bachelor-Abschluss am College of Fine Arts der Boston University. Sie absolvierte 2006 mit einem Master an der Yale School of Music und studierte zusätzlich am Koninklijk Conservatorium Den Haag. Zu ihren Lehrern zählen David Lang, Louis Andriessen, Aaron Jay Kernis, Martin Bresnick, Martijn Padding und John Harbison.
Mazzoli war 2011/12 Composer in Residence bei der Albany Symphony; zwischen 2012 und 2015 wirkte sie als Composer in Residence bei der Opera Philadelphia und der Gotham Chamber Opera Group. In Philadelphia wurde 2016 ihre Oper Breaking the Waves aufgeführt, die als „bestes neues Opernwerk“ mit dem Music Critics Association of North America Award ausgezeichnet wurde. Breaking the Waves wurde auch 2018 beim Edinburgh International Festival aufgeführt. Ihre Oper Proving Up hatte 2018 ihre Premiere in der Washington National Opera. 2022 folgte The Listeners im Opernhaus Oslo. Weitere Werke wurden vom Kronos Quartet, Eighth Blackbird, der Geigerin Jennifer Koh (Bach & Beyond Part 1), der Cellistin Maya Beiser, den Pianisten Shai Wosner und Emanuel Ax, dem NOW Ensemble, Efterklang, der Los Angeles Opera, der Cincinnati Opera, dem Los Angeles Philharmonic, dem Chicago Symphony Orchestra, dem American Composers Orchestra und anderen aufgeführt, unter anderem in der Carnegie Hall und dem Sydney Opera House. 
Mazzoli hat bei New Amsterdam Records drei Alben mit ihrer Musik und ihrem Ensemble Victoire veröffentlicht, zunächst Cathedral City (2010), gefolgt von Song from the Uproar (2012), der Aufnahme ihrer ersten Oper und dem Werk Vespers for a New Dark Age (2015), das ihre Band Victoire in Zusammenarbeit mit dem Schlagzeuger Glenn Kotche und den Sängerinnen Martha Cluver, Melissa Hughes und Virginia Kelsey interpretierte und 2019 für den Grammy für die beste zeitgenössische Komposition nominiert war. Weitere Aufnahmen folgten bei Deutsche Grammophon (enargeia) und anderen Labeln wie Bis Records (Dark with Excessive Bright, 2023). Die Oper Proving Up wurde in einer Produktion der Opera Omaha 2020 bei Pentatone veröffentlicht.
2006 unterrichtete Mazzoli Komposition an der Musikabteilung der Yale University. Von 2007 bis 2010 war sie Geschäftsführerin des MATA-Festivals in New York City, einer Organisation, die die Arbeit junger Komponisten fördert. 2013 war sie Gastdozentin an der New York University sowie Teilzeit-Professorin am Mannes College.